# Pöllwitzer Wald

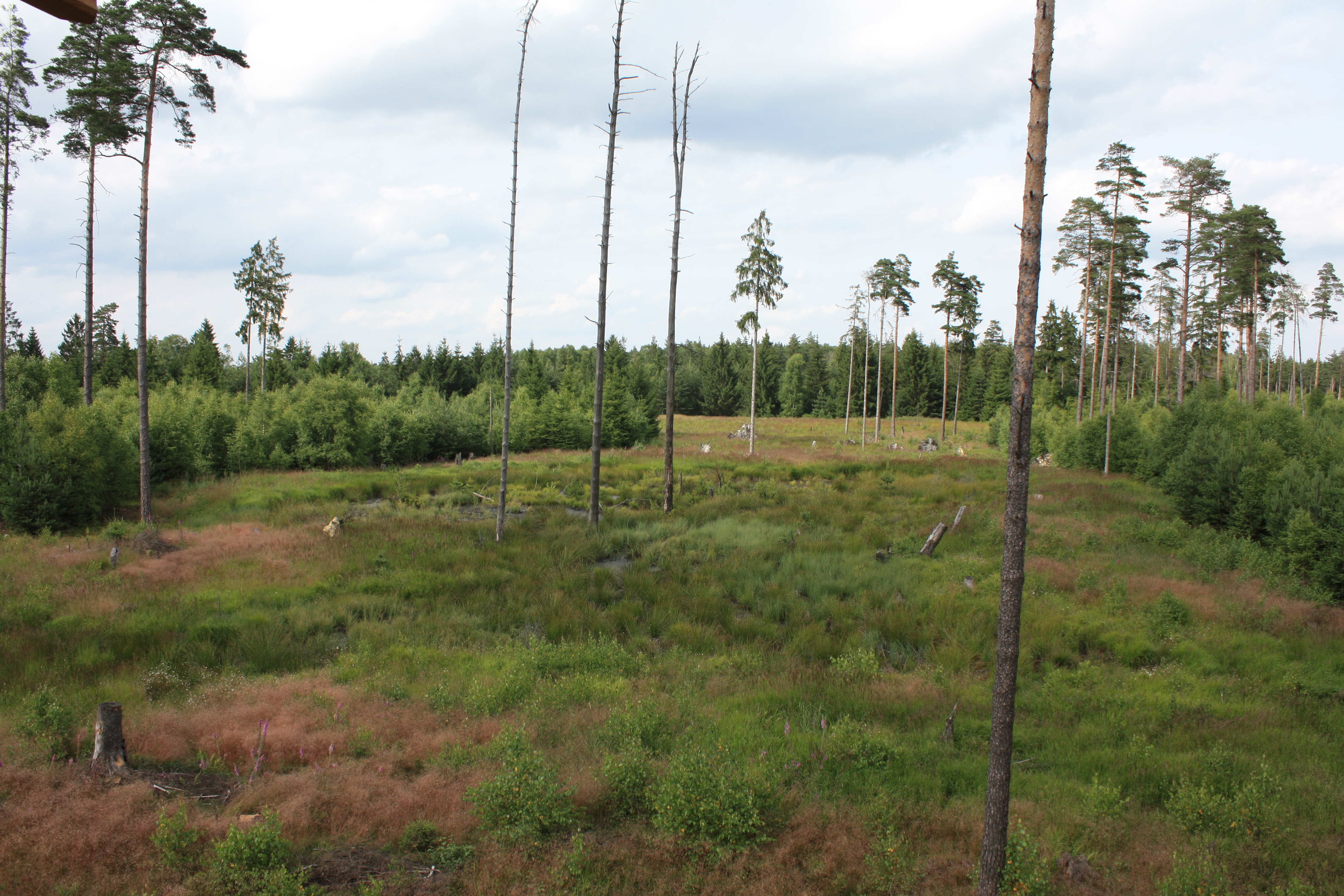
„Moorerlebnispfad“ im Pöllwitzer Wald

Der Pöllwitzer Wald ist ein Nadelwaldgebiet im Landkreis Greiz in Thüringen.

## Lage
Der Pöllwitzer Wald erstreckt sich im Umkreis von Pöllwitz, heute ein Ortsteil von Zeulenroda-Triebes. Angrenzende Orte/Stadtteile sind im Norden Niederböhmersdorf und Neuärgerniß, im Osten Naitschau, Erbengrün und Wellsdorf, im Süden bildet die Landesgrenze zum Freistaat Sachsen die administrative Waldgrenze, im Westen reichen die Stadtteile Märien und Zeulenroda bis an die Waldgrenze. Der Wald befindet sich in einer mittleren Höhenlage von (450 m ü. NN). Verschiedene Forstorte tragen die Namen aufgelassener Siedlungen und einstiger Jagd- und Forsthäuser. 1662 wurde im Pöllwitzer Forst letztmals ein Bär gesichtet. Heute befindet sich nur das Dorf Pöllwitz innerhalb des Waldgebietes. Es wird von der Landesstraße L 2346 mit dem Umland verbunden.

## Geschichte
Ursprünglich gehörte das Waldgebiet zum herzynischen Bergmischwald und bestand in diesem Gebiet aus Tanne, Fichte und Buche. Die Nadelhölzer waren als Bauholz und Brennmaterial begehrt, so nahm besonders der Anteil der Weiß-Tanne stark ab, von geschätzten 1500 bis 2000 Hektar im 13. Jahrhundert auf kaum noch 100 Hektar um 1850. Heute überwiegen Fichtenforste, in verschiedenen Lagen mit Lärchen und Kiefern durchmischt. Die Anpflanzung von Eichen blieb wegen der Bodenverhältnisse erfolglos.
Der Pöllwitzer Wald wurde 1359 als „Gehörne“ erstmals erwähnt und gehörte im Hochmittelalter zum Herrschaftsgebiet der Vögte von Weida.
Der 1596 von den Reußen Heinrich der Ältere von Obergreiz, Heinrich der Mittlere von Schleiz und Heinrich Posthumus von Gera unterzeichnete Teilungsvertrag regelte fortan die Waldnutzung. Besonders das etwa 30 Kilometer entfernte Gera war um den Waldbesitz bemüht. 1603 kaufte die Geraer Herrschaft das Dorf Pöllwitz von Greiz, um vor Ort die Waldwirtschaft zu kontrollieren. Es wurde ein zunächst auf zehn Jahre begrenzter Vertrag über die Anlage eines Flößgrabens zur Weißen Elster ausgehandelt. Der Stadt Gera konnten auf dieser Grundlage jährlich bis zu 1500 Klafter Scheitholz auf dem Wasserweg (Flößgraben → Triebes → Weida → Weiße Elster) beziehen. Nur besonders wertvolle Stämme wurden auf dem Landweg transportiert, auch Holzkohle, Pech und Honig wurde im Pöllwitzer Wald erzeugt und in Gera angeliefert.
Der Flößholzgraben benötigte regelmäßige Wartung, ein ausgeklügeltes System von Stauteichen, Stegen, Saumpfaden und Wehren wurde angelegt. Für diese Nutzungsrechte musste der Geraer Rat Gebühren an die angrenzenden Herrschaften zahlen. Allein der Ausbau des Pöllwitzer Teiches wurde mit 514 Gulden verrechnet. Andererseits waren die Transportkosten für das Holz aus dem nördlichen Umland von Gera um ein Vielfaches höher, da hier nur der Überlandtransport möglich war. Am Ende des Dreißigjährigen Krieges stieg der Wert des Waldes enorm an, da viele Orte Bauholz benötigten. Die Anliegergemeinden am Flößgraben sperrten mit Verweis auf ausstehende Zahlungen den Graben, der an mehreren Stellen unpassierbar gemacht wurde. Die Geraer reagierten empört und entsandten bewaffnete Knechte, um die Fahrrinne wieder in Betrieb zu nehmen. Der Landesherr übte auf beide Seiten Druck aus und führte eine Schlichtung herbei. Die Geraer Ratsherren gaben nach und veranlassten den Bau eines zweiten Flößholzgrabens auf einer alternativen Strecke. Von 1665 bis 1700 gelangten so bis zu 3000 Klafter Scheitholz nach Gera und deckten den städtischen Bedarf. Geraer Handelsunternehmen kauften die nur im Frühjahr ankommenden Flöße auf und kontrollierten auf diese Weise den Holzpreis zu ihren Gunsten. Gelegentlich wurde das Holz auch noch zu stromab gelegenen Orten bis in das Altenburger Land geflößt, die in „Holznot“ geraten waren. 1825 wurde die Flößerei auf der Triebes eingestellt.
Die Übernutzung des Waldes zeichnete sich ab, da man auf die Naturverjüngung setzte und die angrenzenden Dörfer nach wie vor ihre Triftrechte ausüben durften. Besonders der westliche Teil des Waldes wurde damit zur Heidelandschaft.
Erst um 1800 begann die forstwirtschaftliche Ertragsregulierung mit einer Gesamtvermessung des Waldes und Einteilung in gleich große rechteckige Forstabteilungen. Der Wald hatte zu diesem Zeitpunkt noch eine Gesamtfläche von 6036 Acker (37,847 Ar im Fürstentum Reuß).
Ab 1964 wurde der NVA ein Teil des Waldes als Schießplatz zugewiesen. In diesem Zusammenhang mussten mehrere Forsthäuser und Waldarbeiterhäuser aufgegeben werden. Das Militär verfügte bis 1990 über dieses Sperrgebiet. Es diente unter anderem zur Ausbildung der Grenztruppen der DDR.
Die Bevölkerung erhielt erst nach der Dekontaminierung des Militärgeländes wieder Zugang in diesen Teil des Waldes. Es entstanden Wanderwege und verschiedene Lehrpfade. Die wirtschaftliche Nutzung des Staatswaldes obliegt der Thüringer Landesforstverwaltung.

## Tourismus
Der Pöllwitzer Wald hat als Naherholungsgebiet und für den „Sanften Tourismus“ große Bedeutung. Teile des Gebietes sind als FFH-Naturschutzgebiet ausgewiesen und erhält damit wissenschaftlich begründete und nach Lage und Umfang definierte Nutzungsbeschränkungen.
Ein Tourismuskonzept aus dem Jahre 2008 beschäftigte sich mit der Erschließung der über das gesamte Forstgebiet verteilten Sehenswürdigkeiten und verwies auf noch fehlende Beherbergungsmöglichkeiten.

## Naturschutz
Das FFH-Gebiet Pöllwitzer Wald (Nr. 150) umfasst eine Gesamtfläche von 962 Hektar. Das Gebiet wurde im Jahr 2000 an die Europäische Kommission gemeldet. Im Jahr 2015 wurden der Pöllwitzer Wald und angrenzende Heidegebiete an die DBU Naturerbe GmbH übertragen.

## Fotos

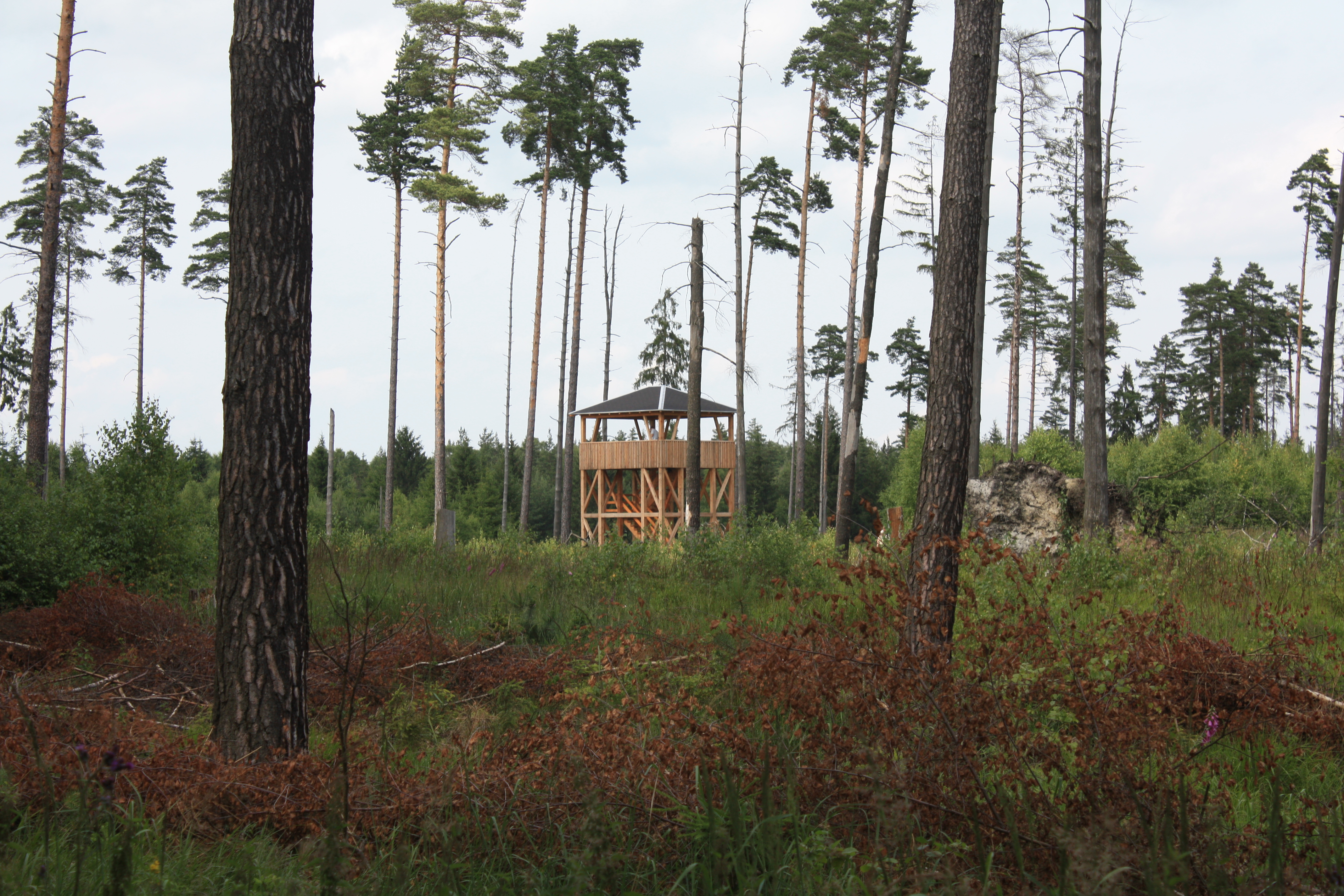
Aussichtsturm im Moorerlebnisgebiet im Pöllwitzer Wald
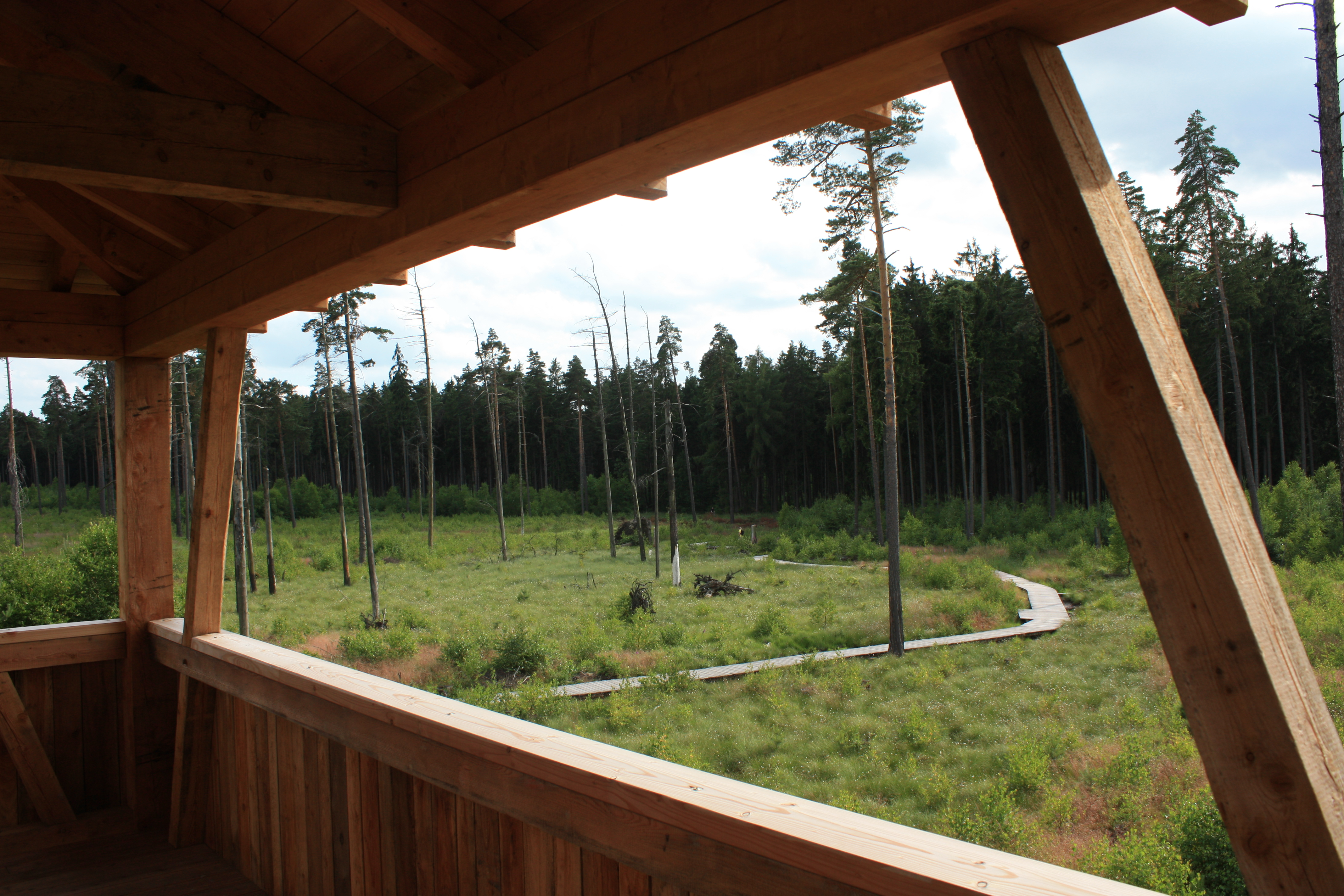
Blick auf einen Teil des ringförmigen Laufstegs im Moorerlebnisgebiet